# (11282) Hanakusa
(11282) Hanakusa (1989 UY2) – planetoida z pasa głównego asteroid okrążająca Słońce w ciągu 3,76 lat w średniej odległości 2,42 j.a. Odkryta 30 października 1989 roku.